# 제로 -ZERO-
〈제로 -ZERO-〉(일본어: 零 -ZERO-)는 후쿠야마 마사하루의 디지털 한정 싱글이다. 

## 개요
제로 -ZERO-
도호 계열 영화 《명탐정 코난: 제로의 집행인》의 주제가이다.
후쿠야마 마사하루는 《명탐정 코난》과 이번이 첫 태그, 후쿠야마 마사하루 자신이 각본을 읽으며 이번작품의 세계관을 추구해서 노래를 작사했다. 제목은 ‘제로 ‐ZERO‐’로 결정됐다. ‘진실을 추구하는 것과 이 정의를 꿰뚫는 자, 각각의 신념이 격돌하는 이번 작품을 주제가로 표현할 수 있으면 좋겠다고 생각하고 있습니다’라고 말하는 등, ‘코난과 아무로의 배틀’이라는 이번 작품의 테마에 달라붙어서 영화의 세계관이 짙게 반영된 노래이다.

## 수록 내용
| #  | 제목                                | 재생 시간 |
| -- | ----------------------------------- | --------- |
| 1. | 〈제로 -ZERO-〉 (일본어: 零 -ZERO-) |           |